# シャニ

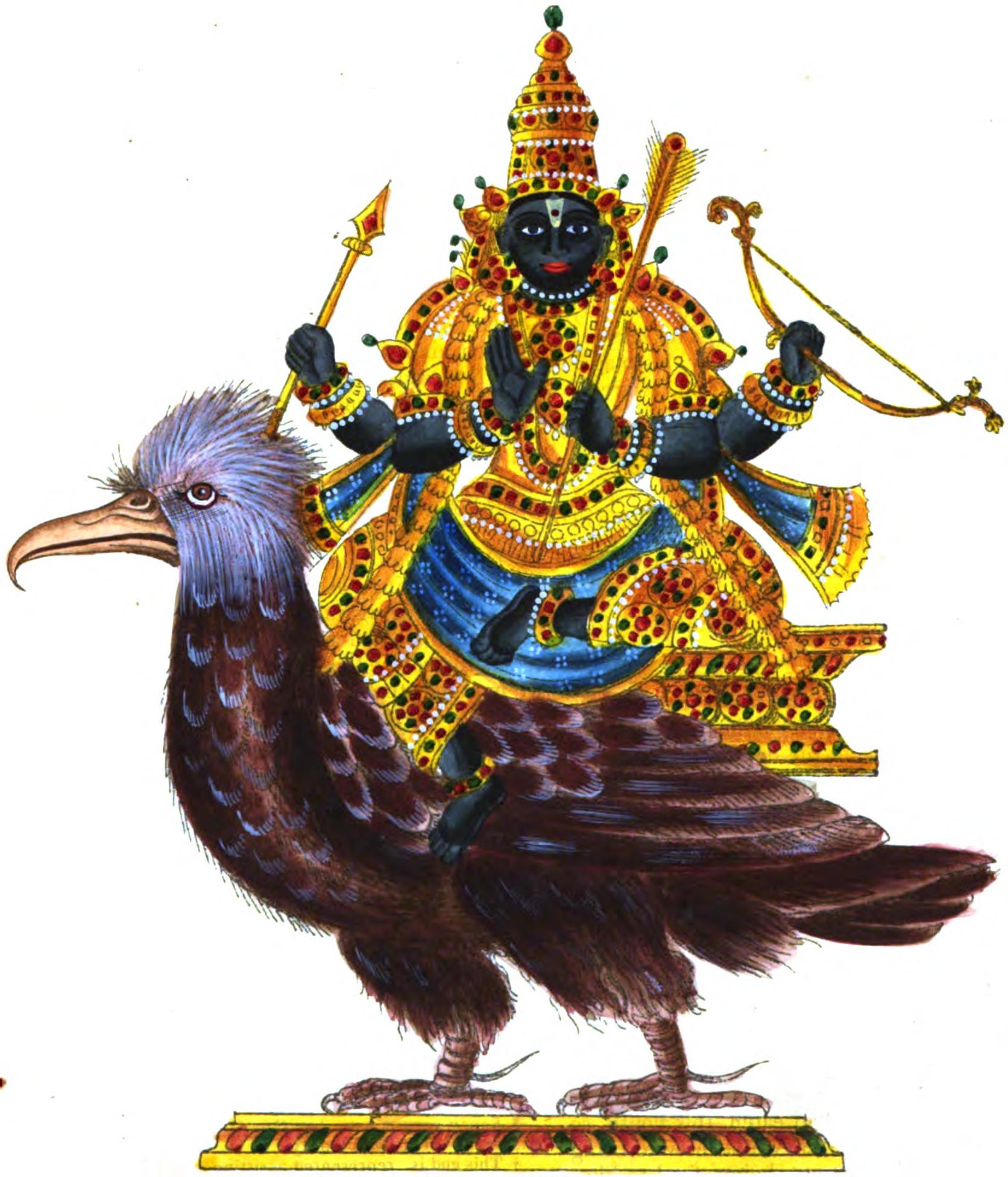
シャニ

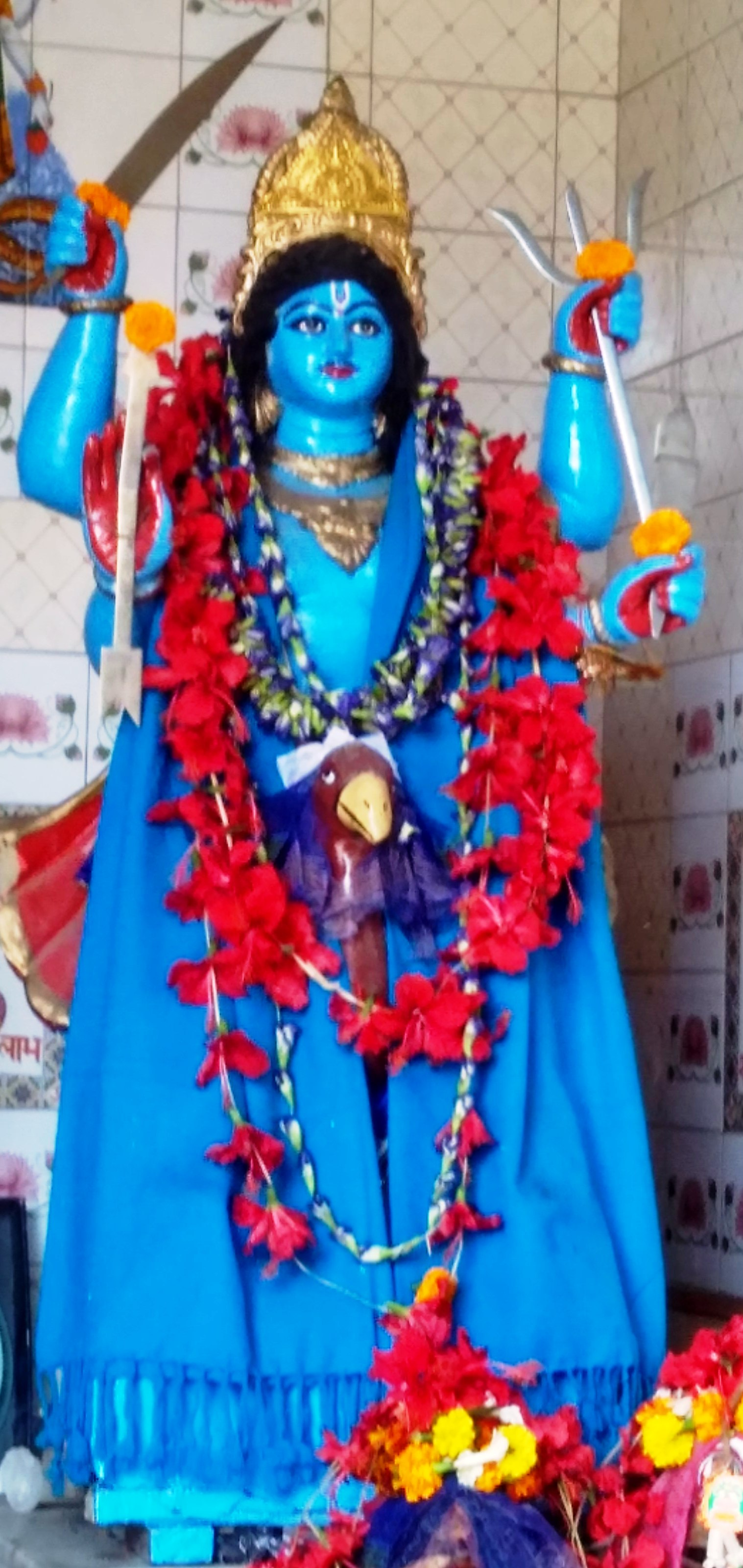
シャニ

シャニ（サンスクリット: शनि Śani）は、インドの九曜のひとつで、土星にあたる。サンスクリットで「ゆっくり動く」という意味を持つ。
インド占星術上でシャニは一般的に凶星だが、精神的・神秘的向上をもたらすこともあるとされる。
シャニは斑の馬の牽く馬車に乗り、天空をゆっくりと移動する。
神話では通常太陽神スーリヤとチャーヤーの間に生まれたと伝えるが、バララーマとレーヴァティーの子とされることもある。太陽の子を意味するいくつかの名前で呼ばれることがある。同様に水星の神ブダは月の子、火星の神マンガラは大地（地球）の子とされる。
図像学上は黒い肌で黒い服を着、ハゲワシを乗り物（ヴァーハナ）とする。カラスと関連づけられることもある。
ガネーシャがゾウの頭をもつ由来を説明した神話に以下のようなものがある。『ブラフマヴァイヴァルタ・プラーナ』によれば、パールヴァティーが息子ガネーシャの誕生を祝う祝宴を開いたときに、シャニは最初招待を断ったが、是非にと言われて出席した。しかしシャニに見つめられたガネーシャの頭は灰になってしまった。そこでヴィシュヌがかわりにゾウのアイラーヴァタの首を持ち帰り、それに差し替えたとする:107。これはシャニの危険性を表したものだが、『シヴァ・プラーナ』ではシャニではなく父のシヴァ神が首を切り落としたとする:108。
『パドマ・プラーナ』によれば、土星がローヒニー（ナクシャトラのひとつ）に入るために12年間にわたって飢饉が起きると占星術師が予言したため、ダシャラタ王（ラーマの父）は天上に馬車を飛ばしてシャニを攻撃しようとした。シャニはおそれて飢饉を起こさないことを約束した。